# Ллойд Бурн
Ллойд Бурн (англ. Lloyd Bourne; нар. 18 жовтня 1958) — колишній американський тенісист.
Найвищу одиночну позицію світового рейтингу — 71 місце досяг 25 жовтня, 1982, парну — 42 місце — 14 вересня, 1987 року.
Здобув 1 парний титул.
Найвищим досягненням на турнірах Великого шолома були чвертьфінали в парному розряді.

## Фінали туру Гран-прі

### Одиночний розряд (2 поразки)
| Результат | W/L | Дата | Турнір                  | Покриття | Суперник   | Рахунок            |
| --------- | --- | ---- | ----------------------- | -------- | ---------- | ------------------ |
| Поразка   | 0–1 | 1982 | Аделаїда-2, Австралія   | Трава    | Род Фролі  | 6–2, 3–6, 2–6      |
| Поразка   | 0–2 | 1982 | Cap d'Agde WCT, Франція | Ґрунт    | Томаш Шмід | 3–6, 4–6, 7–5, 2–6 |

### Парний розряд (1–1)
| Результат | W/L | Дата | Турнір           | Покриття | Партнер        | Суперники                          | Рахунок  |
| --------- | --- | ---- | ---------------- | -------- | -------------- | ---------------------------------- | -------- |
| Поразка   | 0–1 | 1981 | Бангкок, Таїланд | Килим    | Вен Вінітскі   | Джон Остін (тенісист) Майк Кейгілл | 3–6, 6–7 |
| Перемога  | 1–1 | 1987 | Рай-Брук, США    | Тверде   | Джефф Клапарда | Карл Лімбергер Марк Вудфорд        | 6–3, 6–3 |